# دان كولينز
دان كولينز (بالإنجليزية: Dan Collins)‏ هو لاعب كرة قاعدة أمريكي، ولد في 12 يوليو 1854 في سانت لويس في الولايات المتحدة، وتوفي في 21 سبتمبر 1883 في نيو أورلينز في الولايات المتحدة.